# Woodside East
Woodside East è un census-designated place (CDP) degli Stati Uniti, situato nella Contea di Kent, nello stato del Delaware. Fa parte anche dell'area micropolitana di Dover. Secondo il censimento del 2000 la popolazione era di 2 174 abitanti.

## Geografia fisica
Secondo i rilevamenti dello United States Census Bureau, il CDP di Woodside East si estende su una superficie totale di 4,4 km², tutti quanti occupati da terre.

## Popolazione
Secondo il censimento del 2000, a Woodside East vivevano 2 174 persone, ed erano presenti 557 gruppi familiari. La densità di popolazione era di 490,9 ab./km². Nel territorio comunale si trovavano 855 unità edificate. Per quanto riguarda la composizione etnica degli abitanti, il 66,23% era bianco, il 28,24% era afroamericano, lo 0,55% era nativo, e lo 0,78% era asiatico. Il restante 4,09% della popolazione appartiene ad altre razze o a più di una. La popolazione di ogni razza proveniente dall'America Latina corrisponde al 2,39% degli abitanti.
Per quanto riguarda la suddivisione della popolazione in fasce d'età, il 34,7% era al di sotto dei 18, il 9,2% fra i 18 e i 24, il 30,8% fra i 25 e i 44, il 18,5% fra i 45 e i 64, mentre infine il 6,7% era al di sopra dei 65 anni di età. L'età media della popolazione era di 30 anni. Per ogni 100 donne residenti vivevano 90,4 maschi.